# ليلى باروس
ليلى باروس (بالبرتغالية: Leila Barros) (30 سبتمبر 1971 في البرازيل - ) هي سياسية ولاعب كرة طائرة شاطئية ولاعبة كرة طائرة برازيلية. شاركت في الألعاب الأولمبية الصيفية 1992 والألعاب الأولمبية الصيفية 2000 والألعاب الأولمبية الصيفية 1996.

## وصلات خارجية
- ليلى باروس على موقع الاتحاد الدولي beach volleyball database (الإنجليزية)
- ليلى باروس على موقع قاعدة بيانات الكرة الطائرة الشاطئية (الإنجليزية)
- ليلى باروس على موقع عالم الكرة الطائرة (الإنجليزية)
- ليلى باروس على موقع أوليمبيديا (الإنجليزية)
- ليلى باروس على موقع اللجنة الأولمبية البرازيلية (البرتغالية)